# Ɛ
Das Ɛ (kleingeschrieben ɛ) ist ein Buchstabe des lateinischen Schriftsystems. Sowohl Groß- als auch Kleinbuchstabe sehen aus wie der griechische Kleinbuchstabe Epsilon. Der Buchstabe ist im Afrika-Alphabet enthalten und in fast allen afrikanischen Alphabeten zu finden, gesprochen wird er wie das deutsche Ä. Im internationalen phonetischen Alphabet stellt der Kleinbuchstabe ɛ den ungerundeten halboffenen Vorderzungenvokal dar.

## Darstellung auf dem Computer
Mit LaTeX können Ɛ und ɛ mit Hilfe der fc-Schriften dargestellt werden. Die zugehörigen Befehle sind \m E für das Ɛ und \m e für das ɛ.
Unicode enthält das Ɛ im Unicodeblock Lateinisch, erweitert-B am Codepunkt U+0190 (Lateinischer Großbuchstabe offenes E) und das ɛ im Unicodeblock IPA-Erweiterungen am Codepunkt U+025B (Lateinischer Kleinbuchstabe offenes E).